# Eyelar Mirzazadeh
Eyelar Mirzazadeh, dite Eyelar (née le 16 décembre 1993 à Amsterdam), est une auteure-compositrice-interprète néerlandaise.
D'origine irannienne, Eyelar s'est notamment fait connaître en participant à The Voice of Holland.
Elle a écrit des textes pour divers artistes internationaux, notamment Demi Lovato, Little Mix et Charli XCX. Elle chante également sur le titre Dopamine (2021) de Purple Disco Machine.